# Rob Cavallo
Ne doit pas être confondu avec Bob Cavallo.
Rob Cavallo, né à Washington, est un producteur de musique américain.
Il est le président de Warner Bros. Records.
Il est notamment connu comme coproducteur de Green Day (avec les membres du groupe) depuis 1994.

## Discographie comme producteur
- Alanis Morissette
  - Uninvited (1998)

- Avril Lavigne
  - The Best Damn Thing (2007)

- Dave Matthews Band
  - Big Whiskey and the Groogrux King (2009)

- Goo Goo Dolls
  - Dizzy Up The Girl (1998)
  - Gutterflower (2002)

- Green Day
  - Dookie (1994)
  - Insomniac (1995)
  - Nimrod (1997)
  - Shenanigans (2002)
  - American Idiot (2004)
  - !Uno¡, !Dos¡, !Tré¡ (2012)
  - Saviors (2024)

- Flashlight Brown
  - My Degeneration (2003)

- Fleetwood Mac
  - Say You Will (2003)

- Hot Hot Heat
  - Let Me In (single) (2007)

- Jawbreaker
  - Dear You (1995)

- Jewel
  - Goodbye Alice in Wonderland (2006)

- Kid Rock
  - Rock N Roll Jesus (2007)

- L7
  - The Beauty Process (1997)

- Less Than Jake
  - Anthem (2003)

- The Muffs
  - Blonder and Blonder (1995)

- My Chemical Romance
  - The Black Parade (2006)
  - Danger Days: The True Lives of the Fabulous Killjoys (2010)

- Paramore
  - Brand New Eyes (2009)

- Shinedown
  - The Sound of Madness (2008)
  - Amaryllis (2012)

- Sixpence None the Richer
  - Divine Discontent (2002)

- Switchfoot
  - Hello Hurricane (2009)

- One Ok Rock
- Luxury Disease (en)(2022)
- Detox (One Ok Rock album) (en)(2025)